# Via ferrata delle aquile
La via ferrata delle aquile è una via ferrata che si trova sulla Cima Roda della Paganella in Trentino.
È anche dedicata a Carlo Alberto Banal e dà la possibilità di godere del panorama sia della valle dell'Adige che quello dei Laghi oltre che le Dolomiti di Brenta.

## Caratteristiche

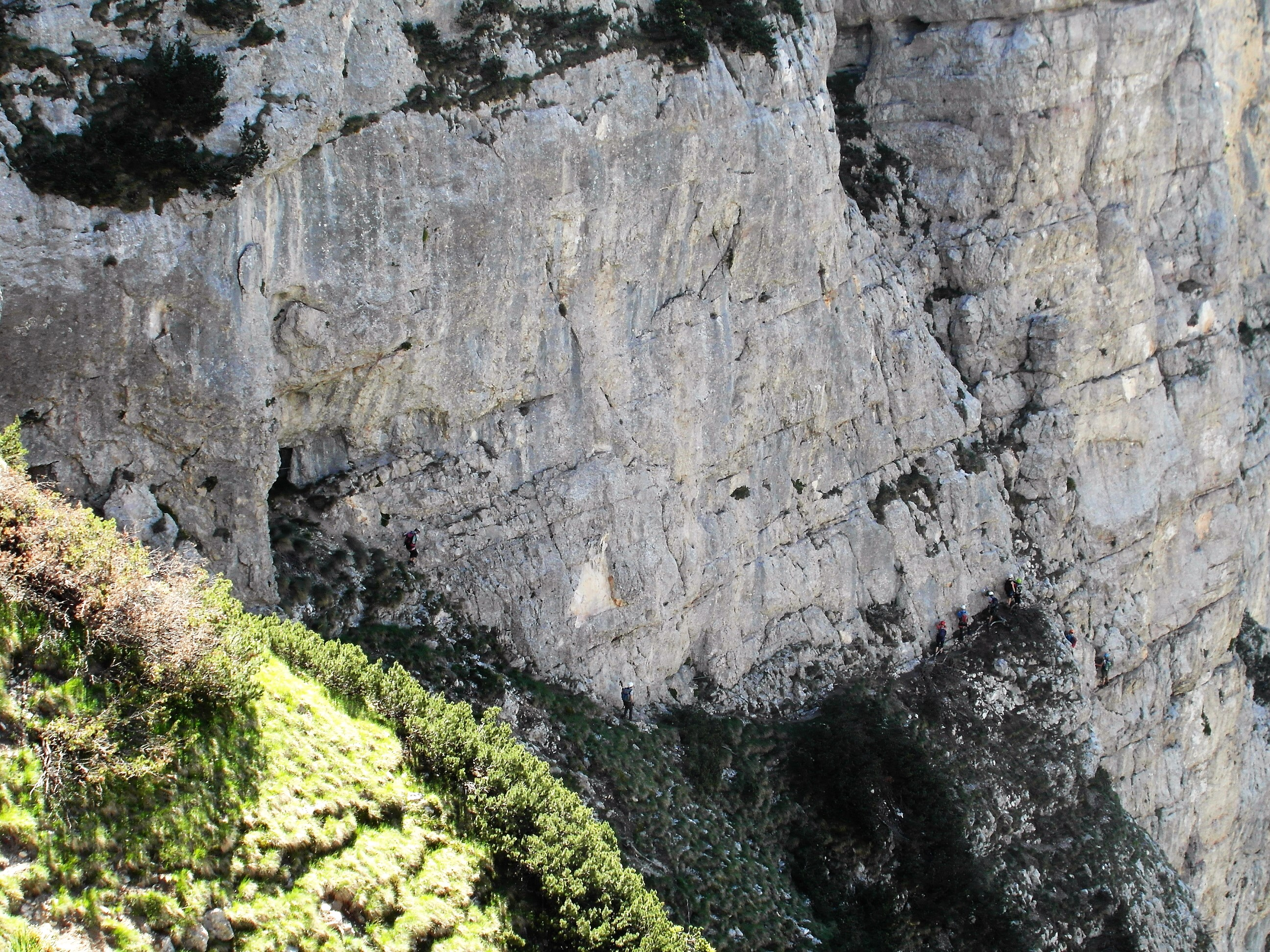
Inizio della via

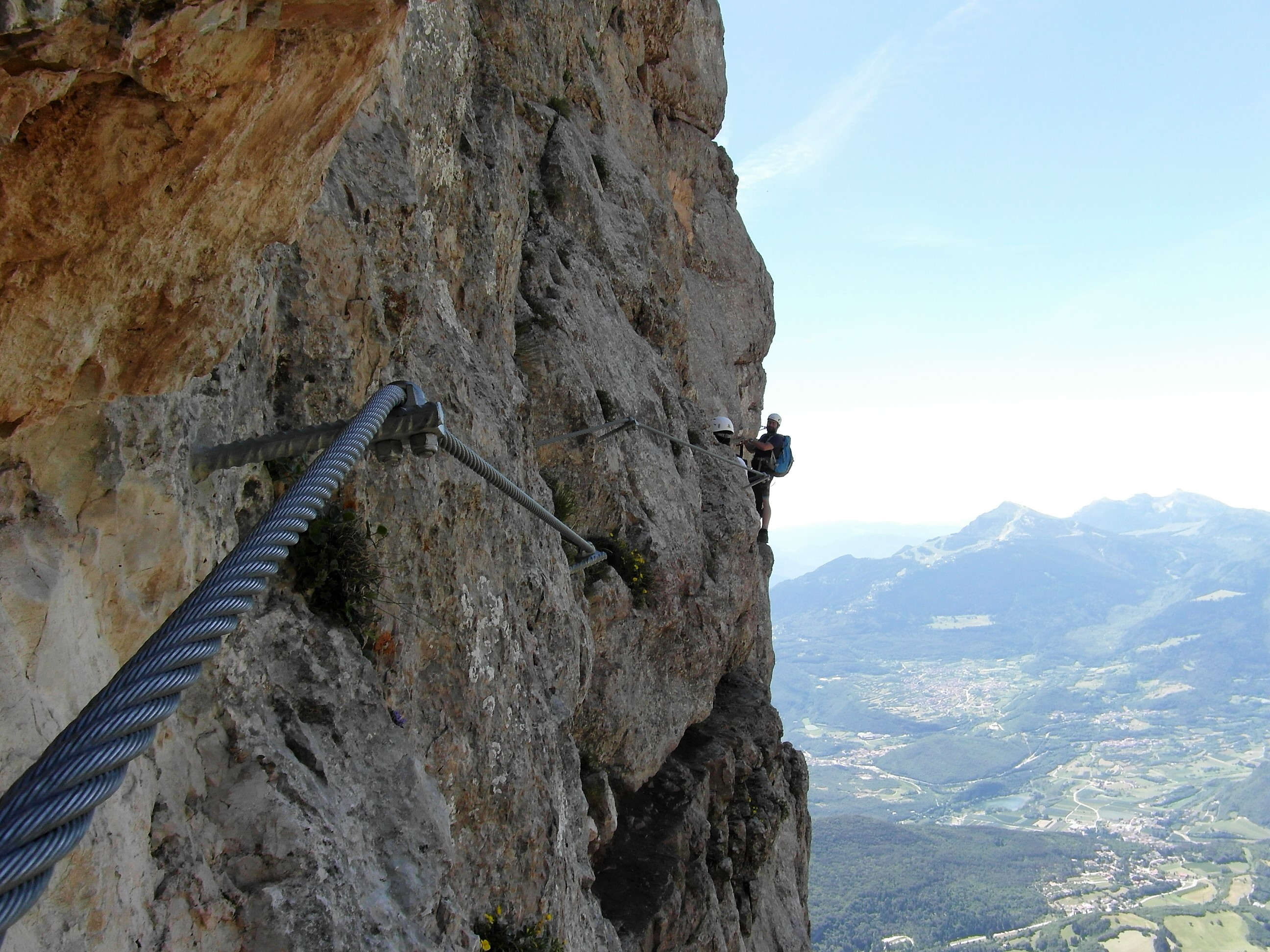
Tratto esposto

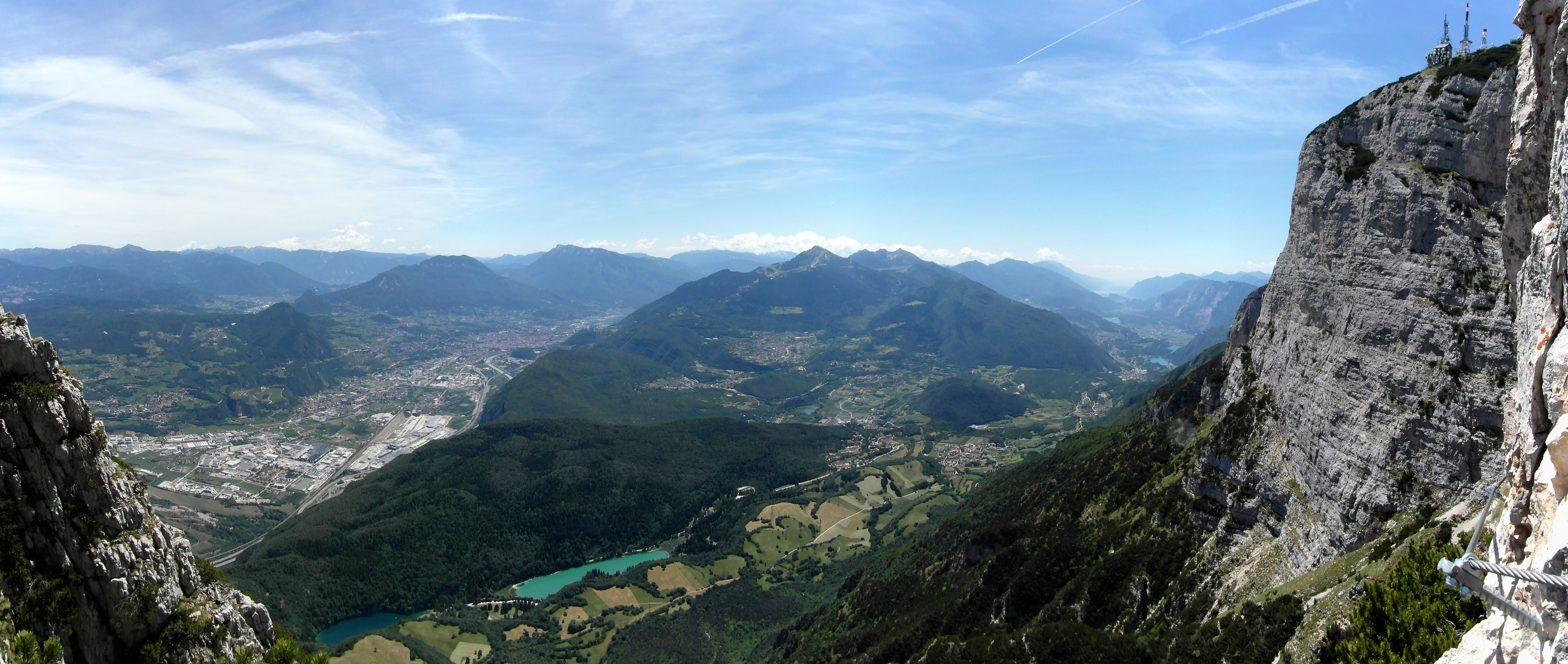
Panorama delle vallate

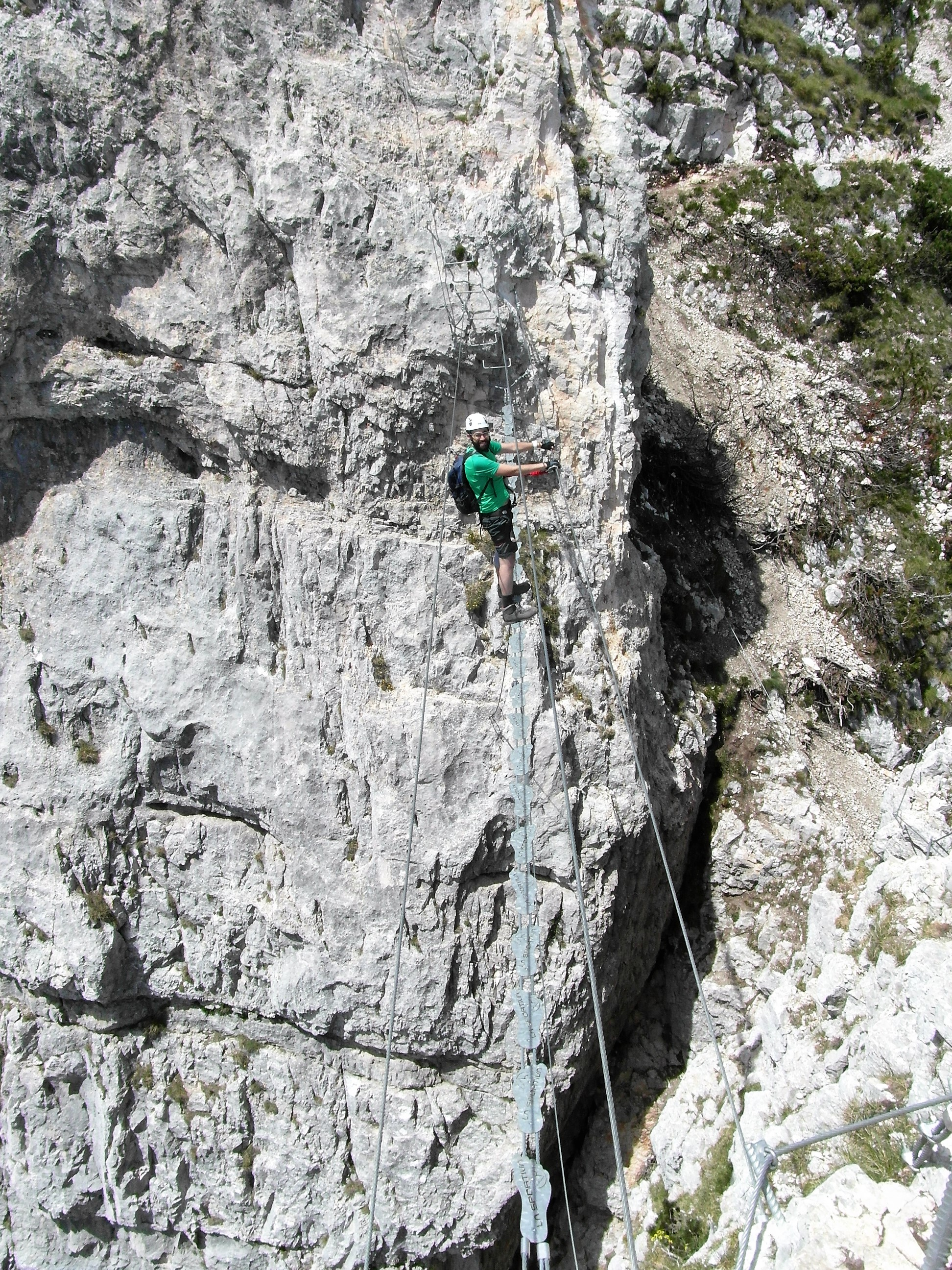
Il primo ponte tibetano

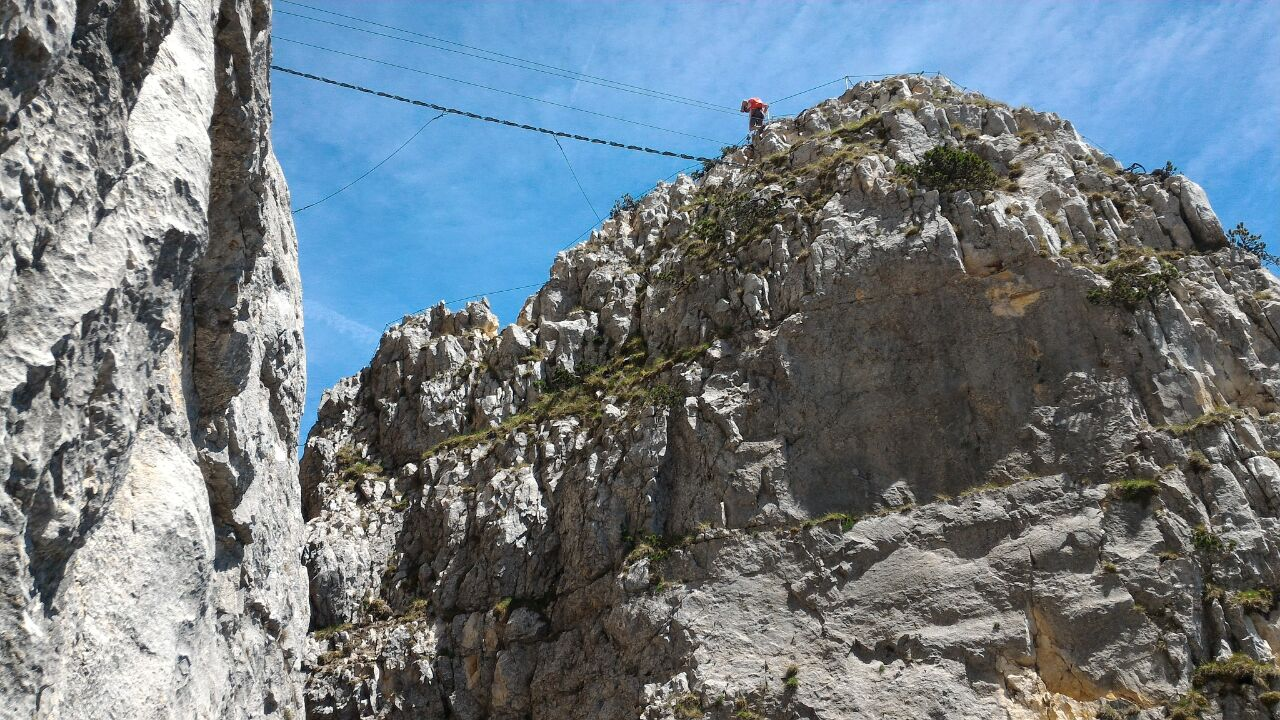
Il secondo ponte tibetano

## Come arrivare
Parcheggiando la macchina ad Andalo presso gli impianti di risalita, si percorrano dapprima la cabinovie "Andalo-Doss Pelà" e successivamente la seggiovia "Albi de Mez-Cima Paganella", fino a giungere alla cima della Paganella, a 2.125 m.
Alternativamente è possibile risalire mediante il sentiero n. 604 sempre da Andalo, oppure il sentiero n. 602 dalla località Santel di Fai della Paganella, entrambe in circa 2 ore.

### Avvicinamento
Dalla stazione a monte si scende verso il gruppo di ripetitori per una strada sterrata fino ad unulteriore indicazione per cui la si lascia seguendo un sentiero che scende ancora nei mughi fino a giungere all'attacco della via ferrata che procede alla base del Dente di Corno. Da qui in poi l'inizio si fa subito complesso in quanto la via prosegue in discesa costante lungo una cengia esposta. Lungo la via si passa per la "campana dei sogni" (un arco naturale di roccia noto anche come "arco di Tito") e quindi ad una grotta denominata "fontana della giovinezza".

### Via ferrata
La via inizia con la discesa del canalone Cesare Battisti fino a incontrare un tratto nominato "antro delle pegore", poi dopo una cengia, un percorso traverso noto anche come "traversata degli angeli" che in esposizione aggira uno spigolo complesso da aggirare. Quasi subito dopo inizia una discesa leggermente meno complessa. Si continua a scendere quasi verticalmente fino ad arrivare alla cosiddetta "conca d'oro" da dove inizia una lunga traversata che alterna tratti di cengia esposti con quelli più comodi, fino a giungere alla "cengia Terlago". La via prosegue per dieci metri circa mentre si apre una vista sulla valle dei Laghi collegata alla valle dell'Adige.
Dopo una piccola discesa e un successivo traverso siamo giunti al primo ponte tibetano caratterizzato da comode pedaline metalliche per facilitare il passaggio. dopodiché si deve superare un levigato sperone di roccia per arrivare al punto panoramico denominato "dos de la merenda". Da qui parte il secondo ponte tibetano oppure in alternativa è possibile evitarlo ridiscendendo lungo il lato opposto. Qui siamo praticamente verso la fine della via ferrata, dove si trova il libro di vetta ma questa non è ancora finita; manca un ultimo lungo spigolo verticale. Risalendolo utilizzando alcuni appigli di roccia e qualche staffa metallica si arriva allo "spigolo del vento" e da qui in poco tempo si arriva fino al "trono dell'aquila", la fine della via.

### Ritorno
Diversamente dal solito la via del ritorno è in salita in quanto è necessario raggiungere nuovamente la cima della Paganella (circa 20 minuti). In alternativa, a destra e un po' più lungo, vi è il "sentiero botanico", percorribile in un'oretta.

## Strutture ricettive
- Rifugio La Roda